# Helena Kavková
Helena Kavková, rodným jménem Zahradníková (24. dubna 1948, Všetaty) je česká novinářka a badatelka, spoluautorka knih o židovské historii Sokolovska a přítelkyně Jana Palacha, který se 16. ledna 1969 zapálil na Václavském náměstí na protest proti potlačování svobody slova a pasivnímu přístupu veřejnosti.

## Rodina
Narodila se do rodiny magistra farmacie PhMr. Františka Zahradníka, který provozoval ve Všetatech lékárnu „U svatého Josefa“. Jejím dětským kamarádem se stal stejně starý Jan Palach, syn všetatského cukráře Josefa Palacha, s jehož rodinou se Zahradníkovi spřátelili.
V roce 1954 se s rodiči a starším bratrem Karlem přestěhovala do Mohelnice, kde navštěvovala základní školu. Po ní nastoupila na střední všeobecně vzdělávací školu v Zábřehu. Po maturitě složila úspěšně příjímací zkoušky na Fakultu osvěty a novinářství na Univerzitě Karlově.

## Přátelství s Janem Palachem
Během studií v Praze se znovu spřátelila s Janem Palachem, který také studoval na vysoké škole – nejdříve na VŠE, z níž po druhém ročníku přestoupil na Filozofickou fakultu UK. Po srpnové invazi vojsk Varšavské smlouvy, jejíž první den prožila v Praze na Václavském náměstí, jeli společně 28. října 1968 do Lán k hrobu prezidenta T. G. Masaryka.
Společně chodili po Praze a studovali, oba se v listopadu 1968 zapojili na svých fakultách do okupační studentské stávky na protest proti závěrům plenárního zasedání Ústředního výboru KSČ, které ukončilo obrodný proces z jara 1968 a znamenalo začátek normalizace podle sovětských instrukcí.
Naposledy se s Janem Palachem viděla v menze Jednota v Opletalově ulici v Praze dva dny před jeho sebeupálením. Na schůzku smluvenou ve čtvrtek 16. ledna 1969 Jan Palach nedorazil, večer se dozvěděla, že se odpoledne upálil v horní části Václavského náměstí. Jeho čin byl pro ni šokem, protože v jeho chování nepozorovala výraznější změny. Nikdy také nevěřila tomu, že byl členem organizované skupině, o níž psal v nalezeném dopise, který podepsal jako „Pochodeň č. 1“.
„Jeník nebyl konspirativní typ a v mnoha věcech se rozhodoval zcela sám. A poslední dobou říkal, že se musí něco udělat. Něco mimořádného. Chtěl lidi vyburcovat,“ uvedla Helena Kavková v roce 2024 pro Paměť národa.
Po jeho smrti 19. ledna 1969 se zapojila do šíření jeho posledního přání, aby ho další mladí lidé nenásledovali. Společně s kamarádkou Evou Bednárikovou vystoupila večer 19. ledna 1969 v Československé televizi.
Poslední rozloučení s Janem Palachem v Karolinu 25. ledna 1969 sledovala z horního patra, protože nebyla ve stavu se ho zúčastnit osobně jako její rodiče a bratr. 
V květnu 2024 poskytla rozhovor pro Paměť národa o svém vztahu s Janem Palachem.

## Novinářka
Po ukončení studia na Univerzitě Karlově nemohla vykonávat povolání novinářky v celostátních sdělovacích prostředcích. V letech 1974–1976 nalezla práci pro podnikové noviny Elite Varnsdorf. Od roku 1976 působila v Sokolově, nejprve v závodních novinách následně ve Zpravodaji města Sokolova (později Pariot).

## Ocenění
V roce 2024 byla oceněna jako Osobnost města Sokolov.